# Валки (Лысковский район)
Валки — село в Лысковском районе Нижегородской области, административный центр Валковского сельсовета.
Село располагается в километре от левого берега реки Керженец на границе затопляемой при сильном паводке территории.
Храм в честь Владимирской иконы Божией Матери был построен в 1870 году. Воссоздан после закрытия в 1991 году.
Расположенные в селении Валки дом С. П. Максимова 1888 года постройки и дом С. Г. Гаврилова 1885 года постройки представлены как примеры трехчастной постройки в книге И. В. Маковецкого «Памятники народного зодчества Среднего Поволжья» (1954).